# Виланова Мондови
Виланова Мондови (итал. Villanova Mondovì) је насеље у Италији у округу Кунео, региону Пијемонт.
Према процени из 2011. у насељу је живело 4101 становника. Насеље се налази на надморској висини од 529 м.

## Становништво
| 1931. | 1936. | 1951. | 1961. | 1971. | 1981. | 1991. | 2001. | 2011. |
| ----- | ----- | ----- | ----- | ----- | ----- | ----- | ----- | ----- |
| 3.898 | 3.637 | 3.659 | 3.359 | 3.660 | 4.323 | 4.757 | 5.445 | 5.769 |